# Église Saints-Nazaire-et-Celse de Montechiaro d'Asti
L'église Saints-Nazaire-et-Celse (italien : chiesa dei Santi Nazario e Celso) se dresse à environ deux kilomètres au nord-est du village de Montechiaro d'Asti, au Piémont, sur une verte colline appelée « Bric San Nazario ».
C'est un exemple d'architecture romane, datant du début du XIIe siècle, connue pour son remarquable clocher haut 20 mètres.

## L'église

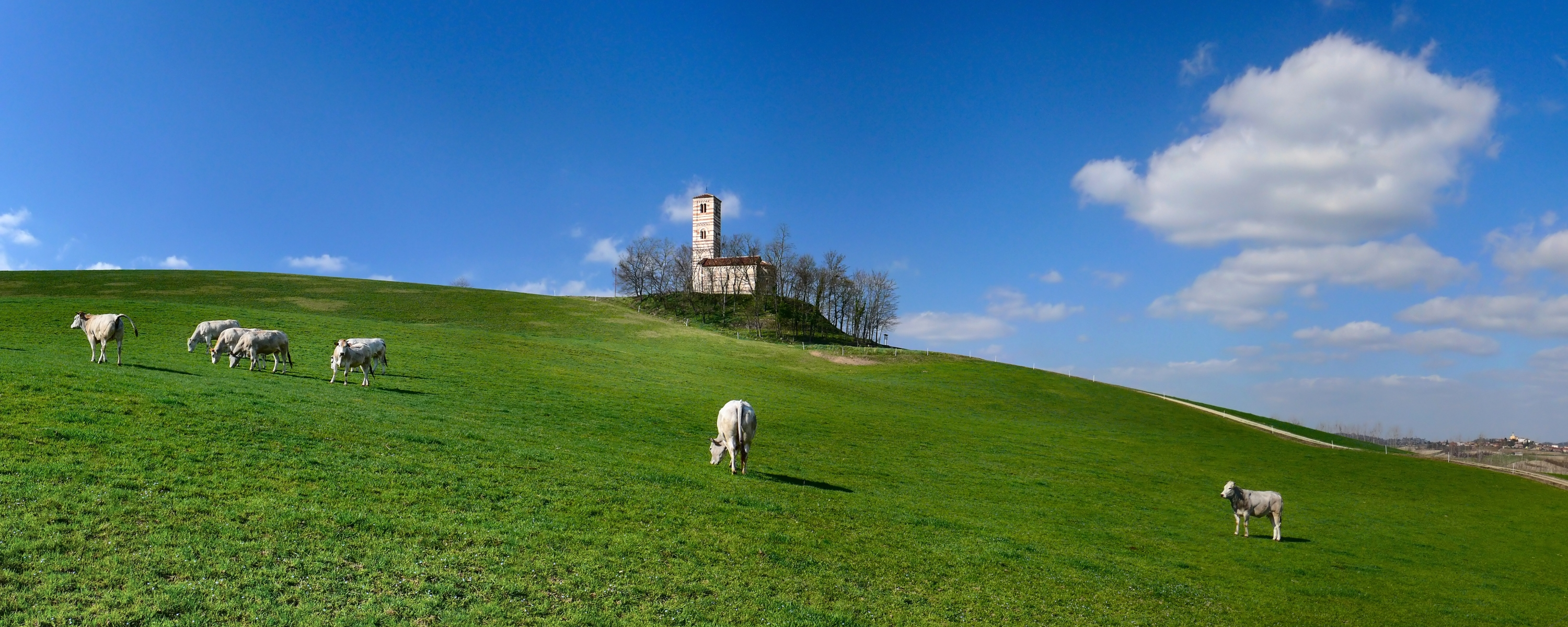
L'église dans son environnement

L'église témoigne, avec beaucoup d'autres, de l'importance de l'art roman dans le Monferrato, comme la pieve San Lorenzo à Montiglio Monferrato, l’église San Secondo à Cortazzone et l’Abbaye Santa Fede à Cavagnolo, avec notamment la couleur à deux tons des murs (des bandes horizontales de brique rouge alternant avec le grès blond doré), la présence de chapiteaux en pierre sculptés, et l'utilisation d'une grande variété d'éléments décoratifs comme les arcs et la bande lombarde caractéristique.

## Histoire
La fondation de l'église remonte à l’année 1130 dans un site occupé par un ancien village appelé Mairano, remontant avant l'an mil, comme l'ont confirmé les fouilles archéologiques de 1993.
Un document de 1159 rappelle que l'église du village de Mairano, bien que proche de l'église paroissiale de Pisenzana, dépendait du monastère de la Tour Rouge d'Asti, dépendant lui-même de l'abbaye de Fruttuaria de San Benigno Canavese.
Au XIIIe siècle, les habitants du village de Mairano, ainsi que ceux des villages de Pisenzana et de Maresco, abandonnèrent leurs maisons pour chercher protection entre les murs du château de Montechiaro.
La longue dégradation de l'église a commencé à cette époque. En 1847-1849, lorsque l'église menaça de s'effondrer, des travaux de restauration furent entrepris. Ils visèrent la démolition et la reconstruction partielle de l'église. Seule la façade est restée intacte, le reste de l'église a été démantelé en numérotant toutes ses pierres et ses décorations puis rebâtie à l'identique. D'autres travaux de consolidation des structures et de restauration ont été réalisés au XIXe siècle et au cours des dernières années (2002).

## Vue extérieure

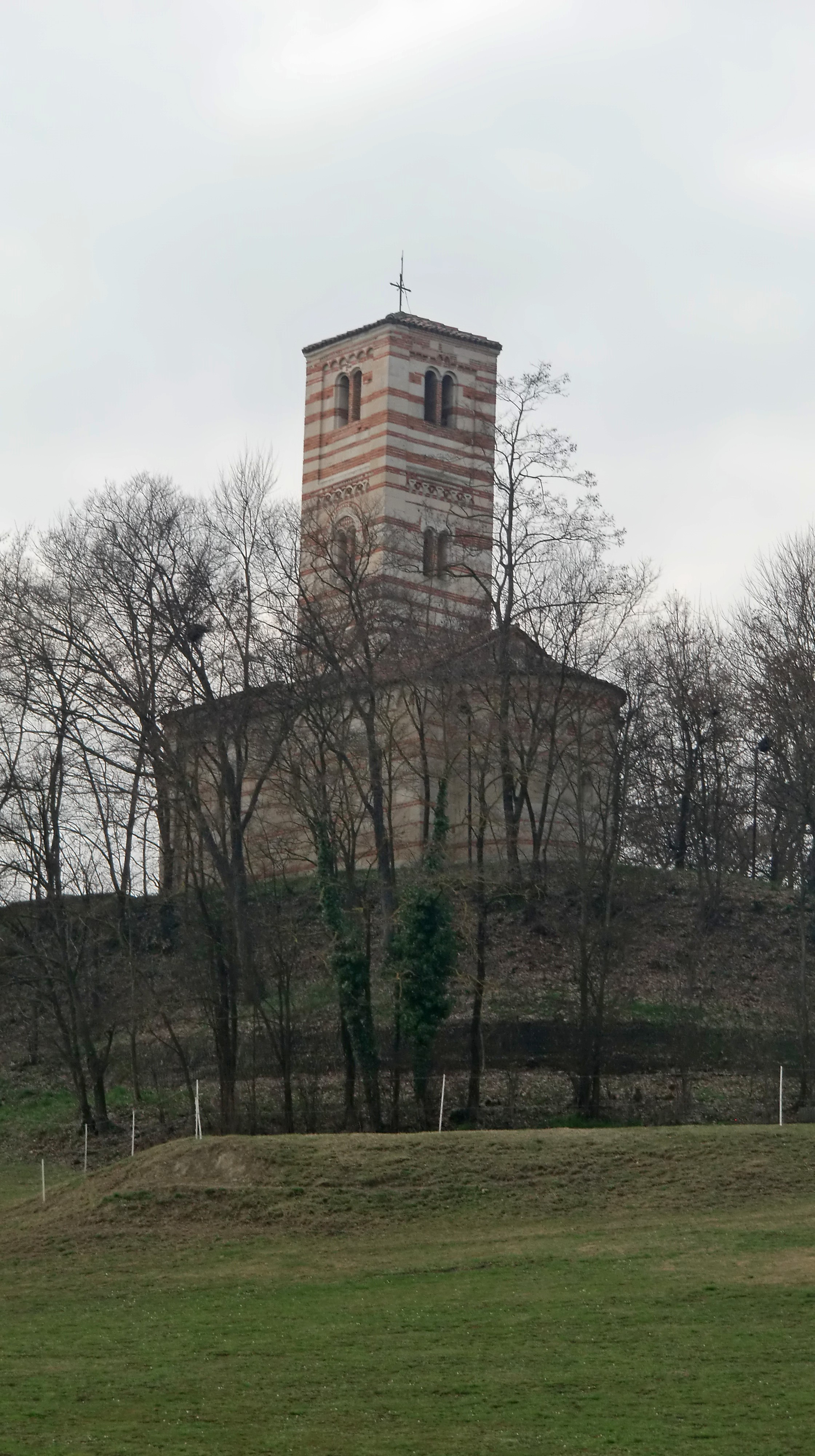
Vue de l’église

L'église a une façade à double pente marquée par une alternance de bandes horizontales de grès et de briques, couronné par une bande lombarde, simple dans les zones latérales, double et entortillée dans la zone centrale, qui est soutenue sur des petites planches décorées et est surmontée d'un bordure avec des feuilles d’acanthe sculptées sous les pentes du toit.

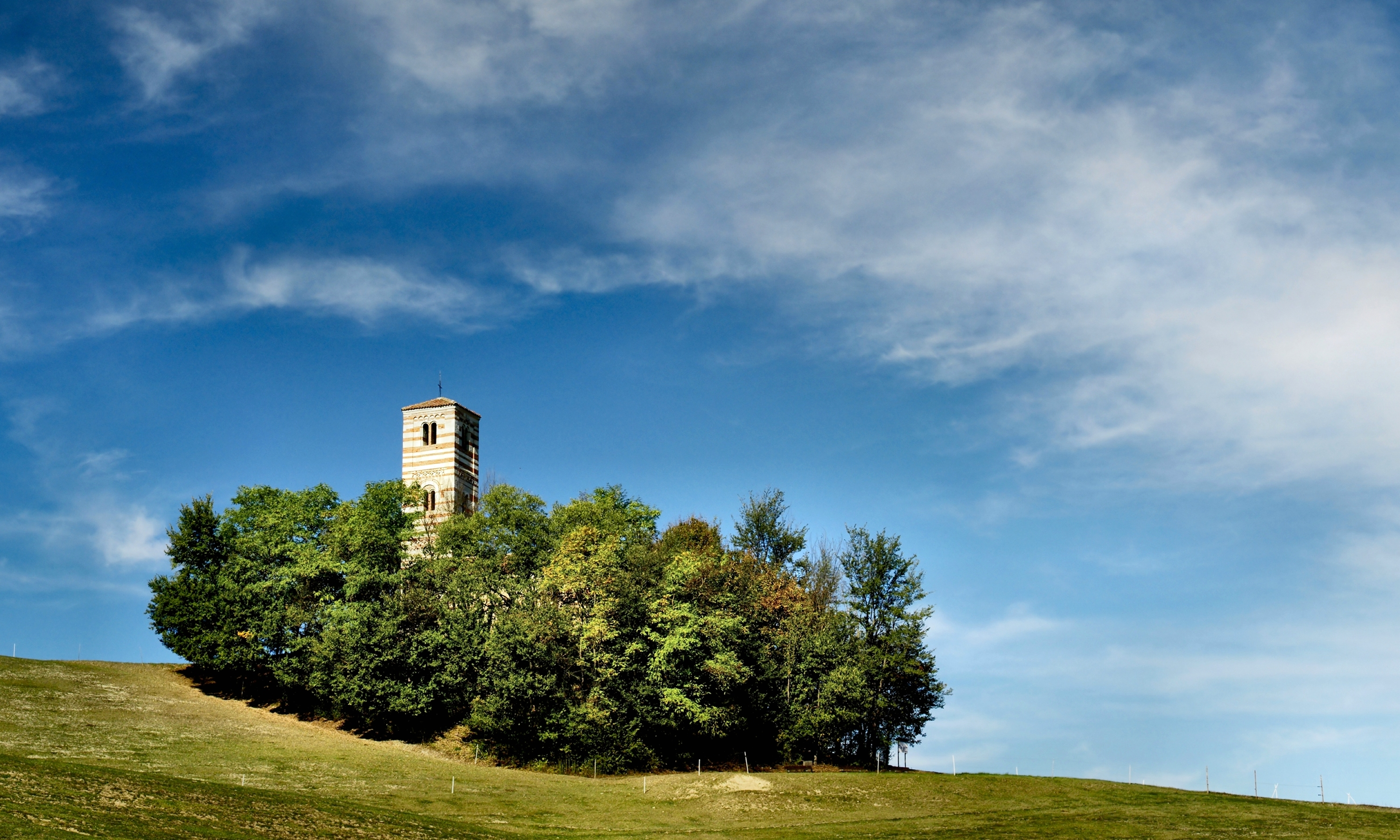
Le clocher, au milieu des arbres

Le portail, légèrement en saillie, est surmonté d'un arc en plein cintre avec un double anneau: l'intérieur décoré par une ornementation en corne d'abondance, l’extérieur avec un motif à deux tons à « dents de loup », obtenu par l'alternance de dalles triangulaires en pierre et en briques. A droite on remarque une sculpture très endommagée d’un animale, tangentielle au cadre extérieur, il y a une frise sculptée et deux courtes demi colonnes 
L'effet chromatique des bandes alternées de brique et de grès subsiste également dans les flancs et dans l'abside. Sur le mur sud, on peut voir un couronnement de simples arches reposant sur des frontons sculptés, sur ce côté, il y a trois grandes fenêtres décorées avec des motifs sculptés.
L'abside n'a ni pilastres ni décorations spéciales: seulement la série habituelle d'arcs suspendus; sur celle-ci il y a trois fenêtres évasées (dont la fenêtre centrale semble tamponnée). Comme d'habitude, le mur nord est le plus pauvre de décorations: il n'y a pas d'arches suspendus, et la seule fenêtre de ce côté montre, sur l'arc, des décorations avec des motifs en damier.

## Intérieur
Contrairement à l'extérieur, l'intérieur est particulièrement dépouillé et présente peu d’intérêt.
Dans l'abside se trouve un fragment de fresque (qui a vu le jour au cours des travaux de restauration en 2002) datant du XVe siècle : on peut y reconnaître sainte Catherine d'Alexandrie.

## Galerie d'images

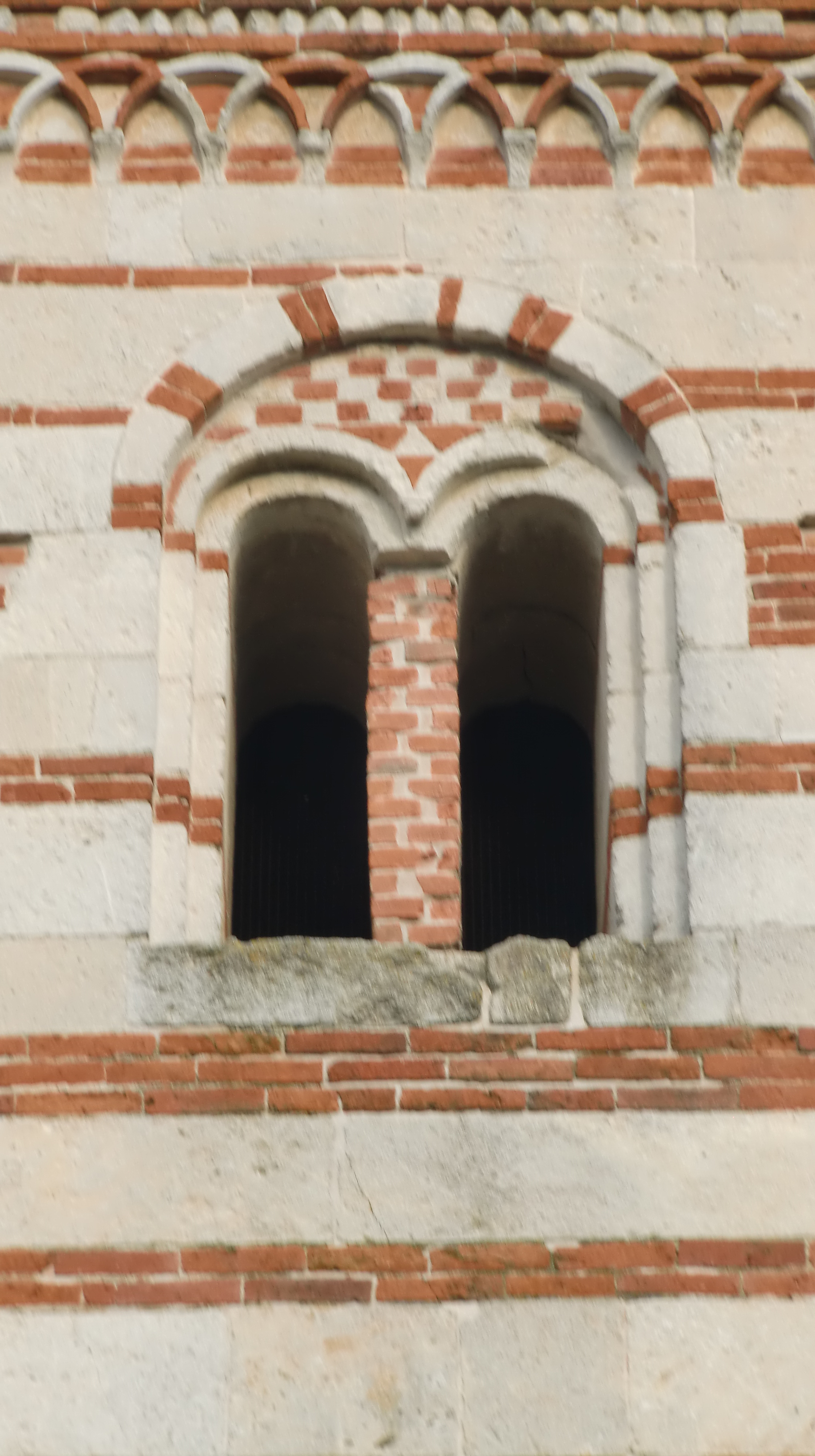
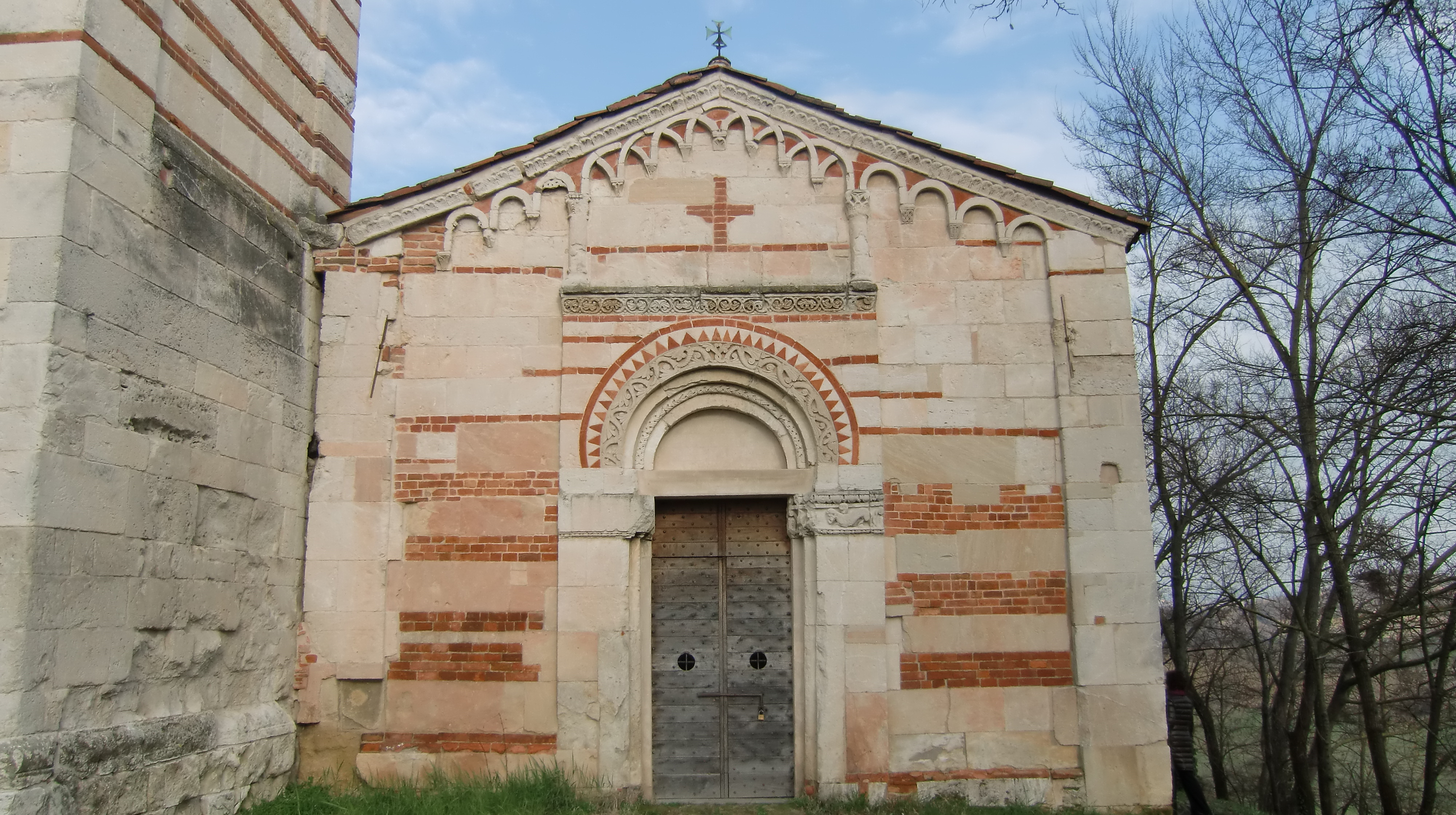
La façade de l'église
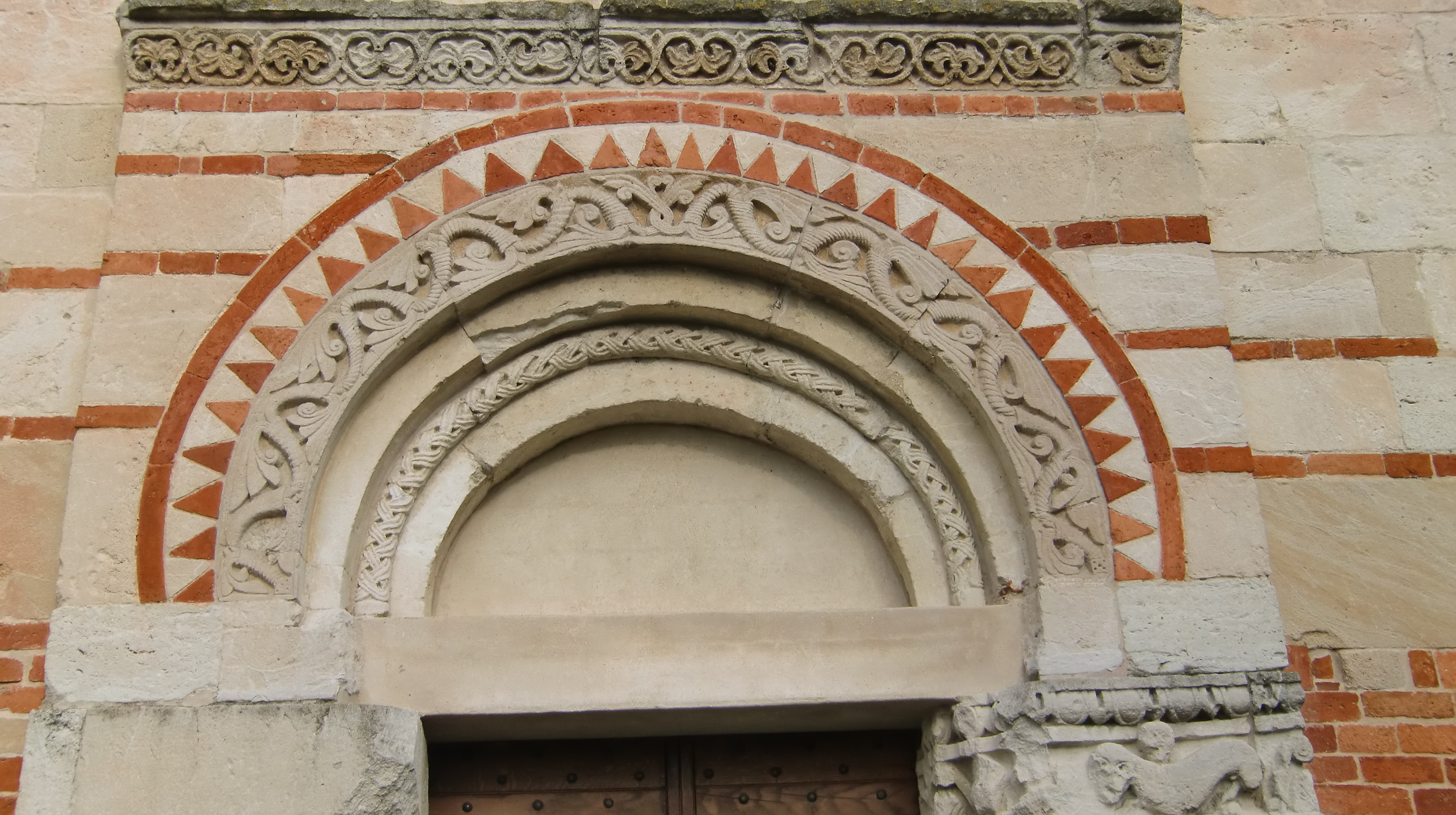
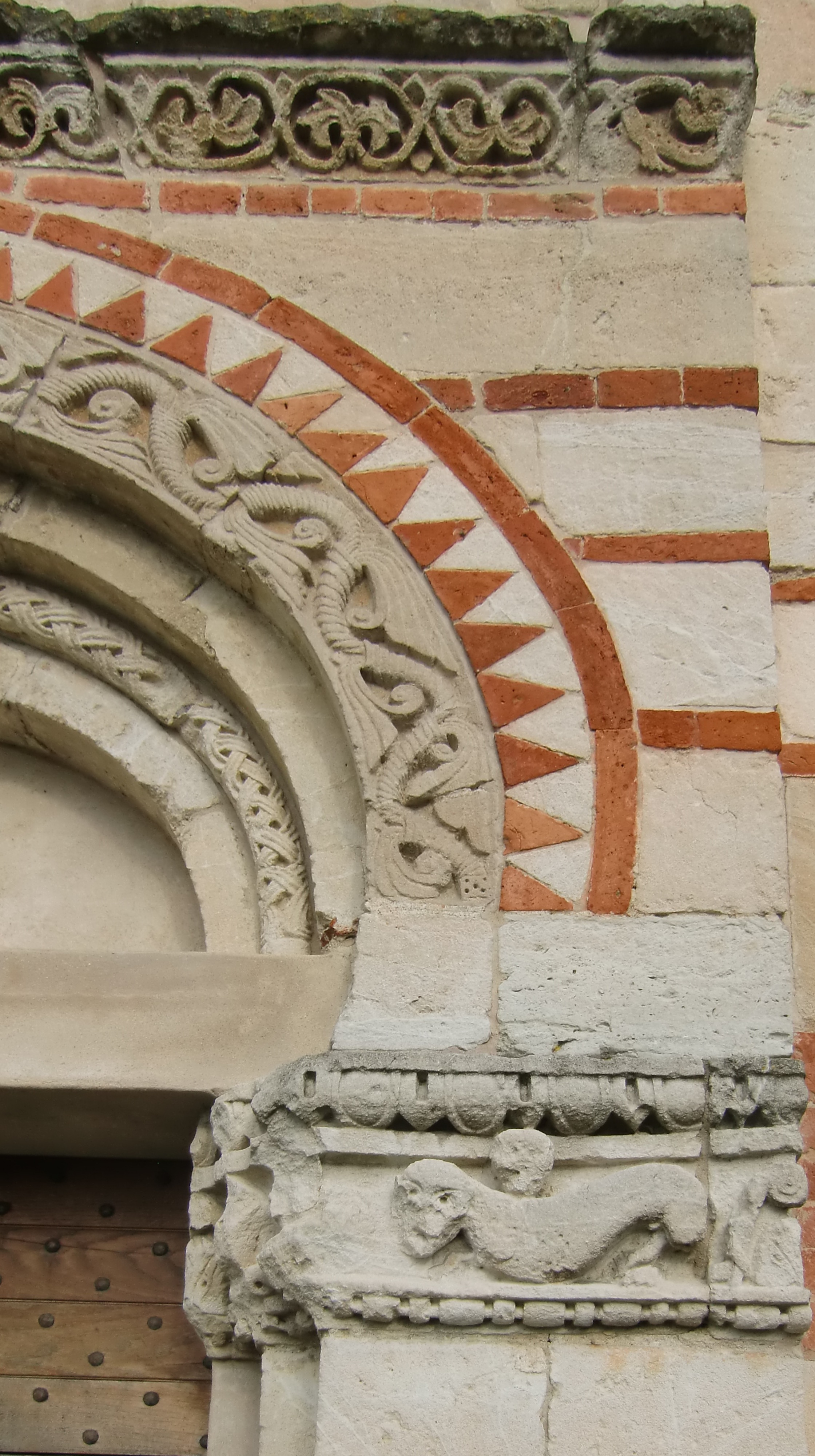
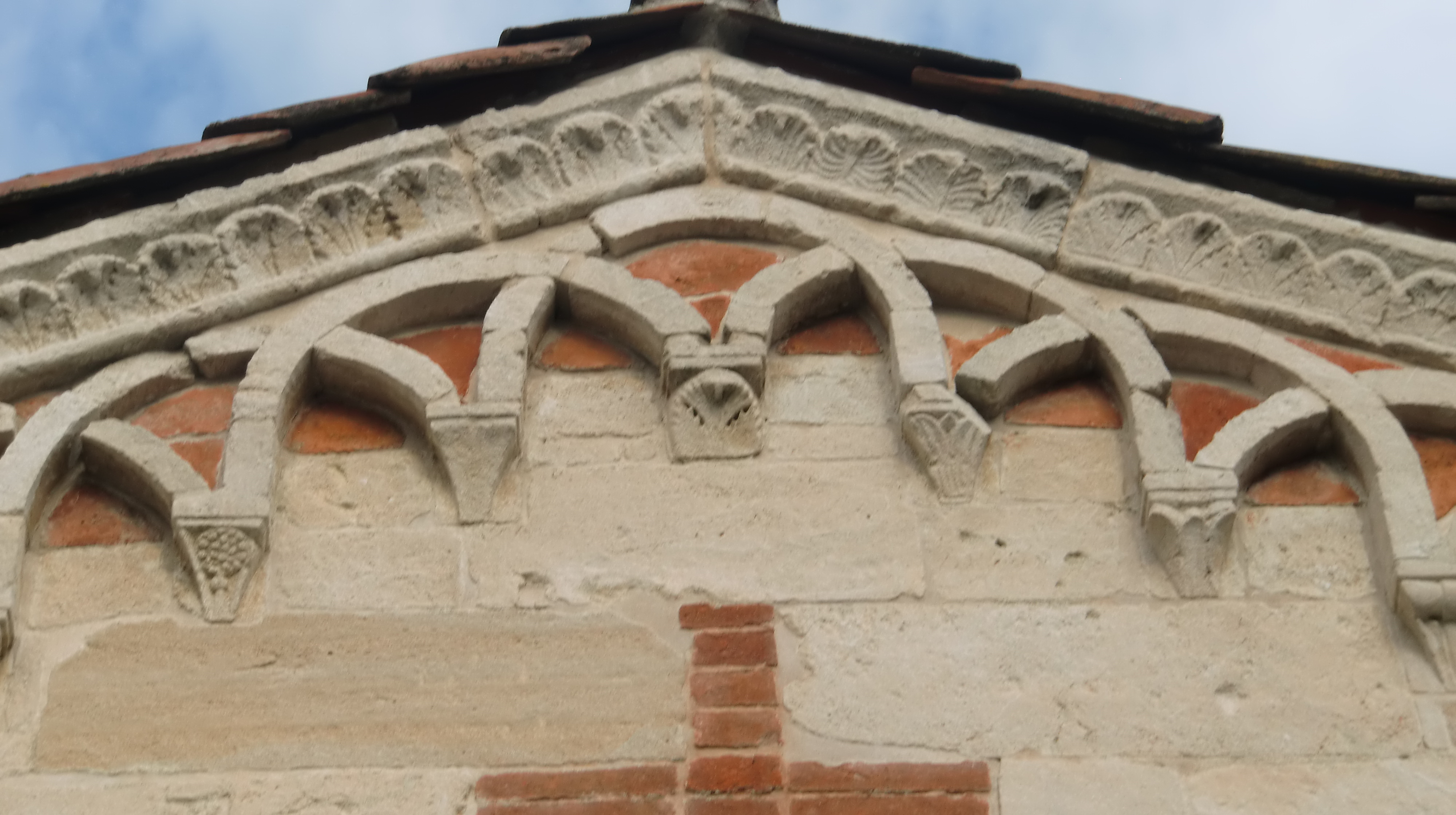
Bande lombarde
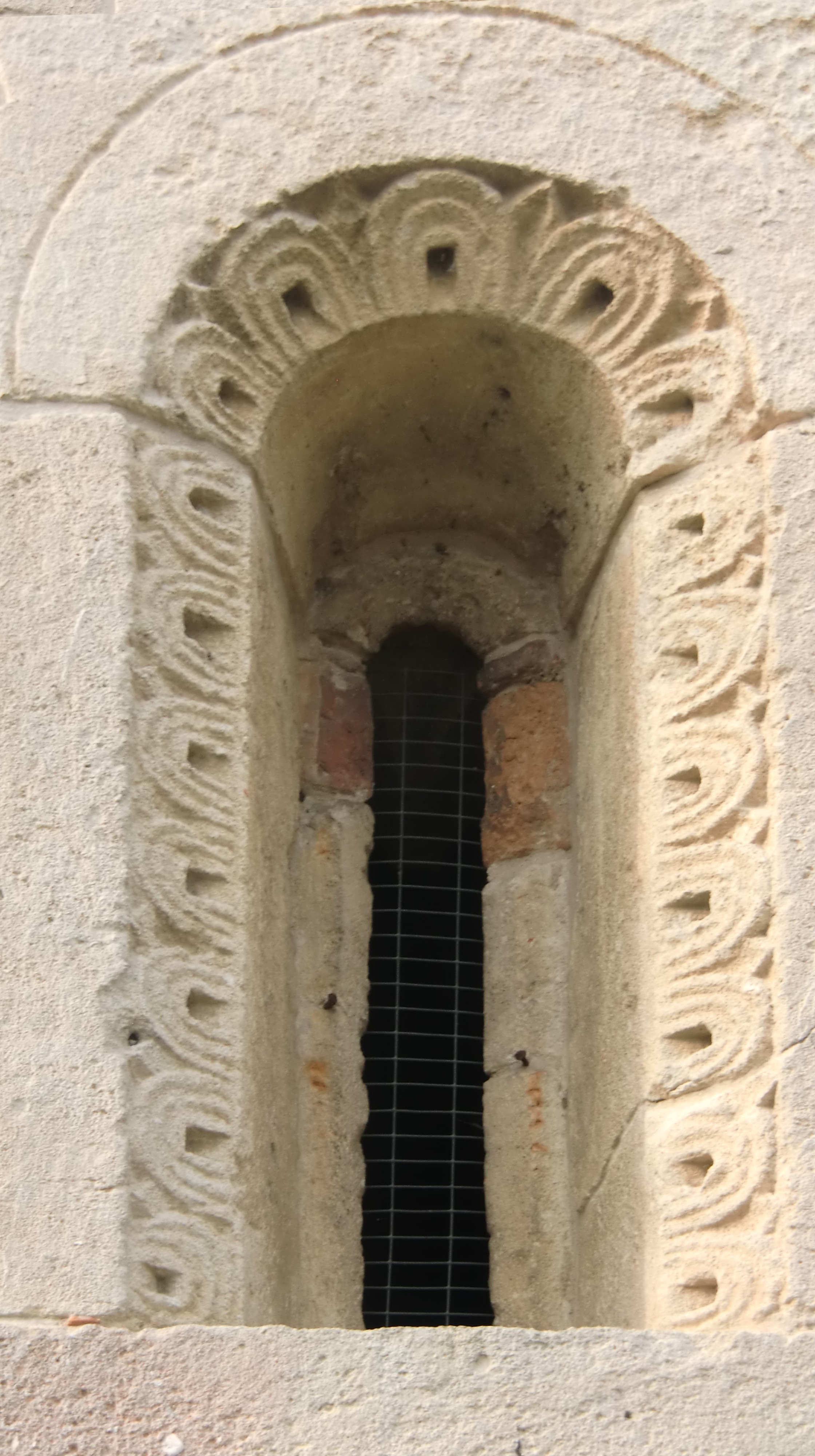
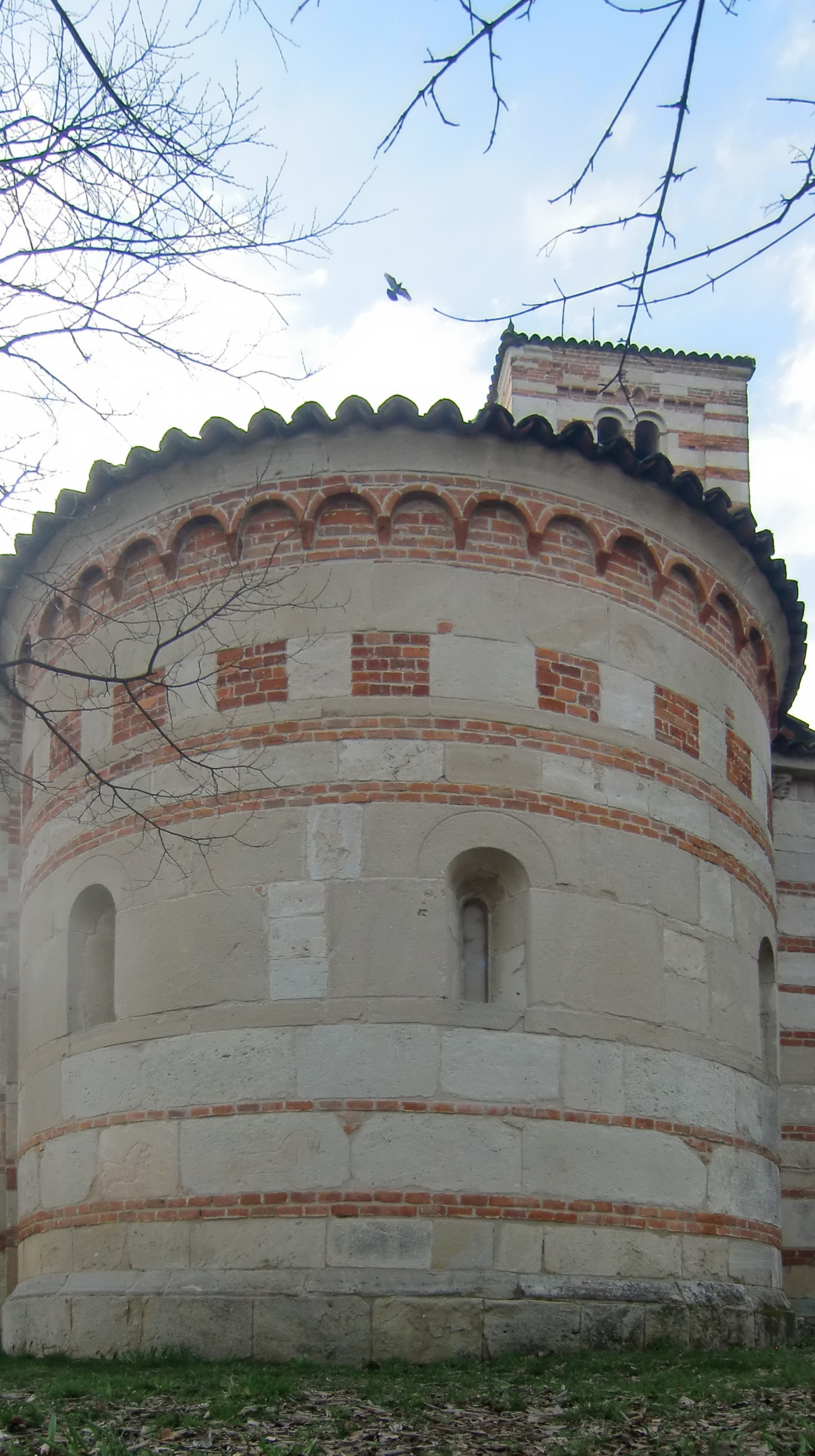
L'absyde